# Хотел за птице
„Хотел за птице“ је југословенски ТВ филм из 1973. године. Режирао га је Сава Мрмак, а сценарио је писао Милан Милићевић Ланго.

## Улоге
| Глумац                   | Улога    |
| ------------------------ | -------- |
| Светлана Бојковић        |          |
| Арсен Дедић              |          |
| Златко Голубовић         |          |
| Дуња Ланго               |          |
| Јосипа Лисац             |          |
| Павле Минчић             |          |
| Антун Налис              |          |
| Никола Симић             |          |
| Петар Словенски          |          |
| Добрила Стојнић          |          |
| Драган Зарић             |          |
| Велимир Бата Живојиновић | Он лично |